# Huxley (Iowa)
Huxley è una città degli Stati Uniti d'America, situata nello Stato dell'Iowa, nella Contea di Story.